# Прем'єр-міністр Баварії
Прем'єр-міністр Баварії (ФРН) — глава уряду федеральної землі Баварія в ФРН. Обирається ландтагом Баварії. Прем'єр-міністр визначає основи баварської державної політики та здійснює зовнішнє представництво Баварії. З 16 березня 2018 року цю посаду обіймає голова Християнсько-соціального союзу Маркус Зедер.

## Список прем'єр-міністрів Баварії

### Канцлери Таємної ради
| Канцлер                           | Фото | Роки                            |
| --------------------------------- | ---- | ------------------------------- |
| Йоганн Адлзрайтер фон Теттенвайс  |      | 1650 — 1662                     |
| Йоганн Георг Оексле               |      | 1662 — 1667                     |
| Каспар фон Шмід                   |      | 1667 — 1693                     |
| Йоганн Рудольф фон Вампл          |      | 1695 — 1704                     |
| позиція вакантна                  |      | 1704 — 1714                     |
| Франц Ксавер Йозеф фон Унертль    |      | 3 березня 1726 — 6 березня 1749 |
| Франц Ксавер Андреас фон Прайдлон |      | 1749 — 1758                     |
| Вігулаус фон Крейтмайер           |      | 20 вересня 1758 — 21 жовтня1790 |

### Міністри
До 1849 в Баварії не було посади прем'єр-міністра, проте чільне місце посідав міністр закордонних справ (з 1806 року — міністр королівського дому та закордонних справ), який виконував здебільшого функцію глави баварського уряду. Після заснування Ради міністрів 1847 року головування переходило між міністрами окремих галузей. Король Людвіг I (1825—1848) залишив за собою головування, а за його відсутности головував міністр із найбільшим службовим стажем.
| Міністр                             | Фото | Роки                               | Примітки                                                                                |
| ----------------------------------- | ---- | ---------------------------------- | --------------------------------------------------------------------------------------- |
| Франц Йосиф з Беркем                |      | 1745 — 18 лютого 1777              | Міністр закордонних справ                                                               |
| Маттеус Карл Антон фон Вірегг       |      | 18 листопада 1777 — 21 лютого 1799 | Міністр закордонних справ                                                               |
| Максиміліан Джозеф Граф Монтґелас   |      | 21 лютого 1799 — 2 лютого 1817     | Міністр закордонних справ, одночасно міністр фінансів та внутрішніх справ               |
| Генріх Алоїс фон Рейгерсберг        |      | 2 лютого 1817—1823                 | «Голова Ради міністрів». У 1810—1823 роках міністр юстиції                              |
| Алоїс граф фон Рехберг і Ротенлеуен |      | 2 лютого 1817 — жовтень 1825       | Міністр закордонних справ, з 1823 року «Голова Ради міністрів»                          |
| Фрідріх Карл Фрайгер фон Тюрхайм    |      | 1 січня 1827—1828                  | Міністр закордонних справ, з 22 квітня 1827 у відпустці                                 |
| Георг Фрідріх Фрайгер фон Зентнер   |      | 22 квітня 1827 — 1 вересня 1828    | Виконувач обов'язків міністра закордонних справ                                         |
| Йосиф Людовик Армансперг            |      | 1 вересня 1828—1831                | Міністр закордонних справ, одночасно міністр фінансів                                   |
| Фрідріх Август Фрайгер фон Гізе     |      | 1831 — 26 травня 1846              | Виконувач обов'язків Міністра закордонних справ з 2 січня 1832                          |
| Отто фон Брай-Штайнбург             |      | 26 травня 1846 — 13 лютого 1847    | Виконувач обов'язків Міністра закордонних справ до січня 1847                           |
| Георг Людвіг фон Маурер             |      | 1 березня — 29 листопада 1847      | «Міністерство ранкової зорі». Виконувач обов'язків Міністра закордонних справ і юстиції |
| Людвіг цу Еттінген-Валлерштейн      |      | 1 грудня 1847 — 12 березня 1848    | «Міністерство Лоли». Виконувач обов'язків Міністра закордонних справ і культів          |
| Климент Август Граф фон Вальдкірх   |      | 14 березня 1848 — 29 квітня 1848   | «Міністерство березня». Виконувач обов'язків міністра закордонних справ                 |
| Отто фон Брай-Штайнбург             |      | 29 квітня 1848 — 18 квітня 1849    | Міністр закордонних справ                                                               |

### Голови Ради міністрів
1849 року була заснована посада Голови Ради міністрів, яка за винятком 1880—1890 рр. була пов'язана з постом міністра закордонних справ.
| Міністр                       | Фото | Роки                 | Партія                          | Примітки                                                                                 |
| ----------------------------- | ---- | -------------------- | ------------------------------- | ---------------------------------------------------------------------------------------- |
| Людвіг фон дер Пфордтен       |      | 1849 — 1859          | безпартійний                    | одночасно Міністр закордонних справ                                                      |
| Карл фон Шренка               |      | 1859 — 1864          | безпартійний                    | одночасно Міністр закордонних справ                                                      |
| Макс Ноймайр                  |      | 1864 (уповноважений) | безпартійний                    | одночасно Міністр закордонних справ (1859—1865); уповноважений Міністр закордонних справ |
| Людвіг фон дер Пфордтен       |      | 1864 — 1866          | безпартійний                    | одночасно Міністр закордонних справ                                                      |
| Хлодвіг Гогенлое              |      | 1866 — 1870          | безпартійний (націонал-ліберал) | одночасно Міністр закордонних справ                                                      |
| Отто фон Брай-Штайнбург       |      | 1870 — 1871          | безпартійний                    | одночано Міністр закордонних справ                                                       |
| Фрідріх фон Хегненберг-Дукс   |      | 1871 — 1872          | безпартійний (націонал-ліберал) | одночасно Міністр закордонних справ                                                      |
| Адольф фон Пфрецшнер          |      | 1872 — 1880          | безпартійний (ліберал)          | одночасно Міністр закордонних справ                                                      |
| Йоганн фон Луц                |      | 1880 — 1890          | безпартійний (націонал-ліберал) | одночасно Міністр культів                                                                |
| Фрідріх Крафт фон Крайльсгейм |      | 1890 — 1903          | безпартійний (націонал-ліберал) | одночасно Міністр закордонних справ                                                      |
| Клеменс фон Подевільс-Дюрніц  |      | 1903 — 1912          | безпартійний (націонал-ліберал) | одночасно Міністр закордонних справ                                                      |
| Георг фон Гертлінг            |      | 1912 — 1917          | Партія Центру                   | одночасно Міністр закордонних справ                                                      |
| Отто фон Дандло               |      | 1917 — 1918          | безпартійний                    | одночасно Міністр закордонних справ                                                      |

### Прем'єр-міністри
| Голова Уряду                  | Фото | Роки                                                                                   | Партія                                            |
| ----------------------------- | ---- | -------------------------------------------------------------------------------------- | ------------------------------------------------- |
| Курт Айснер                   |      | 8 листопада 1918 — 21 листопад 1919                                                    | Незалежна соціал-демократична партія Німеччини    |
| Мартін Зегіц (в.о.)           |      | 1 березня 1919 — 17 березня 1919                                                       | Соціал-демократична партія Німеччини              |
| Йоганнес Гофман               |      | 17 березня 1919 — 16 березень 1920                                                     | Соціал-демократична партія Німеччини              |
| Ґустав фон Кар                |      | 16 березня 1920 — 21 вересня 1921                                                      | безпартійний (націонал-консерватор)               |
| Гуго фон Лерхенфельд-Кёферінг |      | 21 вересня 1921 — 8 листопада 1922                                                     | Баварська народна партія                          |
| Ойген фон Кніллінг            |      | 8 листопада 1922 — 1 липня 1924                                                        | Баварська народна партія                          |
| Ґустав фон Кар                |      | Генеральний державний комісар 25 вересня 1923 — 17 лютий 1924                          | безпартійний (націонал-консерватор)               |
| Генріх Гельд                  |      | 2 липня 1924 — 10 березень 1933                                                        | Баварська народна партія                          |
| Франц Ріттер фон Епп          |      | Райхскомісар 9 березня — 10 квітня 1933 Рейхсштатгальтер 10 квітня 1933 — квітень 1945 | Націонал-соціалістична робітнича партія Німеччини |
| Людвіг Зіберт                 |      | 12 квітня 1933 — 1 листопада 1942                                                      | Націонал-соціалістична робітнича партія Німеччини |
| Пауль Гіслер                  |      | 2 листопада 1942 — 29 квітень 1945                                                     | Націонал-соціалістична робітнича партія Німеччини |
| Фріц Шеффер                   |      | 28 травня 1945 — 28 сентября 1945                                                      | Християнсько-соціальний союз                      |
| Вільгельм Хёгнер              |      | 28 вересня 1945 — 16 січень 1946                                                       | Соціал-демократична партія Німеччини              |
| Ганс Ехард                    |      | 21 грудня 1946 — 14 січень 1954                                                        | Християнсько-соціальний союз                      |
| Вільгельм Хёгнер              |      | 14 грудня 1954 — 8 жовтня 1957                                                         | Соціал-демократична партія Німеччини              |
| Ганнс Зайдель                 |      | 16 жовтня 1957 — 22 грудень 1960                                                       | Християнсько-соціальний союз                      |
| Ганс Ехард                    |      | 26 січня 1960 — 11 грудень 1962                                                        | Християнсько-соціальний союз                      |
| Альфонс Гоппель               |      | 11 грудня 1962 — 6 листопада 1978                                                      | Християнсько-соціальний союз                      |
| Франц Йозеф Штраус            |      | 6 листопада 1978 — 3 жовтня 1988                                                       | Християнсько-соціальний союз                      |
| Макс Штрайбль                 |      | 19 жовтня 1988 — 27 травня 1993                                                        | Християнсько-соціальний союз                      |
| Едмунд Штойбер                |      | 28 травня 1993 — 30 вересня 2007                                                       | Християнсько-соціальний союз                      |
| Гюнтер Бекштайн               |      | 9 жовтня 2007 — 27 жовтня 2008                                                         | Християнсько-соціальний союз                      |
| Горст Зеєгофер                |      | 27 жовтня 2008 року — 13 березня 2018                                                  | Християнсько-соціальний союз                      |
| Маркус Зедер                  |      | з 16 березня 2018                                                                      | Християнсько-соціальний союз                      |